# Więzień nienawiści
Więzień nienawiści (ang. American History X) – amerykański dramat filmowy z 1998 roku w reżyserii Tony’ego Kaye’a. Edward Norton został nominowany za rolę w tym filmie do Oscara w 1999 roku w kategorii najlepsza rola pierwszoplanowa.

## Fabuła
Biały neonazista – 17-letni Danny Vinyard, uczący się w Venice Beach High w Los Angeles – jest w konflikcie ze swym nauczycielem żydowskiego pochodzenia Murrayem, gdyż wskazał Mein Kampf jako przykład praw obywatelskich. On i dyrektor dr Robert Sweeney wstrzymują relegowanie wiedząc, że Danny w gruncie rzeczy to dobry chłopak i zły wpływ na niego miał jego starszy brat Derek, również neonazista obecnie kończący wyrok w więzieniu. Sweeney stawia Danny’emu warunek – ma jutro przedstawić mu pracę domową opisującą wszelkie wydarzenia powiązane z wyrokiem Dereka i doprowadziły do jego obecnych poglądów, inaczej zostanie wyrzucony ze szkoły. Danny jest wściekły, jako że Sweeney jest czarny.
Sweeney współpracuje z policją w ramach lokalizacji grupy skinheadów – D.O.C. Wiadomo, że grupą kieruje Cameron Alexander, pisarz specjalizujący się w promocji białej supremacji, jednak nie ma obciążających go dowodów. Alexander trzy lata temu włączył do swej grupy Dereka, który stał się rasistą wobec nie-białych ras, gdy jego ojca, strażaka, zabił czarnoskóry diler narkotyków. Po wyjściu Derek oschle traktuje fakt, że jego brat także zaangażował się w działania D.O.C., czym zaskakuje Danny’ego i Setha, ich kolegę i również członka D.O.C. Danny przymuszony przez Dereka zaczyna pisać pracę pisaną domową dla Sweeneya.
Danny opisuje jak okolica, w której dorastał była spokojna, nim zaczęły się panoszyć gangi. Wobec tego Derek dołącza do D.O.C. licząc, że zrobi z tym porządek. Zakłada się z Cripsami, że jeśli jego grupa wygra mecz koszykówki na boisku, oni mają się wynieść. Dzięki Derekowi skinheadzi wygrywają. Derek sterowany przez Camerona rekrutuje do gangu białych ludzi sfrustrowanych obecnością afroamerykańskich i meksykańskich gangów. Jego charyzma jest tak wielka, że Cameron czyni go swym następcą. Skinheadzi plądrują supermarket zatrudniający nielegalnych imigrantów z Meksyku. Nazajutrz matka Dereka, Doris zaprasza na obiad Murraya. Derek i jego dziewczyna Stacey wykłócają się z resztą nt. czarnej przestępczości, co kończy się atakiem Dereka na jego siostrę Davinę. Nocą troje Cripsów w zemście za przegrany mecz wykrada samochód Dereka. Powiadomiony przez Danny’ego Derek udaremnia napad zabijając dwóch Cripsów z wyjątkowym okrucieństwem. Zostaje skazany na 3 lata więzienia pod zarzutem zabójstwa w afekcie.
Danny przerywa pisanie, gdyż udaje się na imprezę skinheadów organizowaną przez Camerona. Derek też jest obecny ze względu na Setha. Gdy bezskutecznie namawia Stacey na porzucenie ideologii, zrywa z nią. Cameron oznajmia, że dzięki Internetowi wszystkie neonazistowskie gangi zjednoczyły się i zorganizowały, lecz brakuje im lidera i widzi w nim Dereka ze względu na jego reputację. Derek odmawia mówiąc, że skończył z neonazizmem i zarzuca Cameronowi żerowanie na ludziach, a następnie atakuje go fizycznie. Zgromadzeni dowiadują się o tym, chcą dopaść Dereka, któremu udaje się uciec z bratem. Danny oskarża brata o zdradę ideałów. Derek uspokaja go i opowiada o swym pobycie w więzieniu.
Osadzony w zakładzie karnym w Chino Derek czując, że stanie się ofiarą czarnych współwięźniów przyłącza do członków Aryan Brotherhood. Zarzuca im hipokryzję, gdy nawiązują kontakt z Meksykanami w celu handlu narkotyków. Jednocześnie pracuje przy sortowaniu bielizny wraz z czarnoskórym Lamontem, z którym powoli się zaprzyjaźnia. W końcu dystansuje całkowicie od Aryan Brotherhood. Podczas brania prysznica grupa osacza Dereka i brutalnie go gwałci. Sweeney odwiedza Dereka i opowiada mu, że dawniej sam był rasistą i obwiniał wszystkich o stan jego rasy. Obiecuje Derekowi pomoc, kiedy ten wyraża chęć poprawy. Lamont ostrzega go, że odrzucając neonazistów traci ich ochronę i stanie celem innych więźniów. Derek nastawia się na to, lecz to nie następuje i w końcu wychodzi na wolność. Po wysłuchaniu opowieści brata Danny rozumuje swe błędne postępowanie. Wspólnie wyrzucają z pokoju Danny’ego wszystkie nazistowskie przedmioty.
Danny zastanawia się czy przypadkiem Derek stał się rasistą z powodu ojca narzekającego na akcje afirmacyjne wobec Afroamerykanów kosztem lepszych pracowników. Derek prowadząc Danny’ego do szkoły zatrzymując się w barze. Tam Sweeney i towarzyszący mu policjant mówią, że Seth i Cameron zostali zaatakowani i są na oddziale intensywnej terapii. Derek mówi, że to go nie obchodzi i niechętnie zgadza się na inspekcję osób, które zadenuncjował. Przed zdaniem pracy Sweeneyowi korzystający z toalety Danny zostaje zastrzelony przez czarnoskórego szkolnego łobuza, przed którym dzień wcześniej obronił innego ucznia. Derek widząc samochód, który był pod jego domem, wraca ze złymi przeczuciami do szkoły. Widząc martwego brata wpada w rozpacz obwiniając się za wpływ i poglądy Danny’ego. Film kończy się monologiem Danny’ego z offu cytującego ostatnią zwrotkę pierwszego przemówienia inauguracyjnego Abrahama Lincolna.

## Obsada
- Edward Norton – Derek Vinyard
- Edward Furlong – Daniel „Danny” Vinyard
- Beverly D’Angelo – Doris Vinyard
- Jennifer Lien – Davina Vinyard
- Ethan Suplee – Seth Ryan
- Fairuza Balk – Stacey
- Avery Brooks – dr Robert „Bob” Sweeney
- Elliott Gould – Murray
- Stacy Keach – Cameron Alexander
- William Russ – Dennis Vinyard
- Christopher Masterson – Daryl Dawson
- Michelle Christine White – Lizzy
- Tommy L. Bellissimo – policjant
- Guy Torry – Lamont
- Steve Wolford – reporter
- Danso Gordon – Kumpel #1
- Jim Norton – Randy
- Cherish Lee – Kammi
- David Basulto – strażnik
- Joseph Cortese – Rasmussen
- Jonathan Fowler Jr. – Jerome
- Nicholas R. Oleson – Huge Aryan
- Sam Vlahos – dr Aguilar
- Jason Bose Smith – Mały Henry
- Alexis Rose Coen – młoda Ally Vinyard
- Nigel Miguel – koszykarz
- Kiante Elam – Partner Lawrence'a
- Jordan Marder – Curtis
- Antonio David Lyons – Lawrence
- Tara Blanchard – Ally
- Anne Lambton – Cassandra
- Alex Sol – Mitch McCormick
- Paul Le Mat – McMahon
- Paul Hopkins – uczeń
- Keith Odett – przypadkowy skinhead
- Keram Malicki-Sánchez – Chris
- Paul E. Short – krępy kumpel
- Giuseppe Andrews – Jason